# Перуанска планинска вискача
Перуанската планинска вискача (Lagidium peruanum) е вид бозайник от семейство Чинчилови (Chinchillidae).

## Разпространение и местообитание
Разпространен е в Перу и Чили.